# Brigadeiro

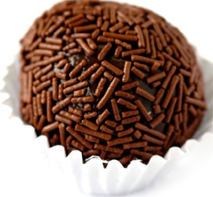
Brigadeiro, Brasiliens nationalkonfektyr.

Brigadeiro (portugisiska för brigadör; i Rio Grande do Sul kallas den negrinho) är en enkel chokladkonfektyr med brasilianskt ursprung skapad under 1940-talet och uppkallad efter brigadören Eduardo Gomes. Brigadeiro är förutom i Brasilien mycket populär även i Spanien, Chile och Portugal. Konfektyren serveras vanligen på kalas och är populär både bland vuxna och barn.
Brigadeiro görs genom att blanda kondenserad mjölk, smör och kakaopulver. Smeten värms sedan i en kastrull eller i mikrovågsugnen.